# Lillesjön (Ucklums socken, Bohuslän)
Lillesjön är en sjö i Stenungsunds kommun i Bohuslän och ingår i Göta älv-Bäveåns kustområde. Sjöns area är 0,01 kvadratkilometer och den är belägen 122 meter över havet.